# Мечеть Паризької Богоматері
«Мечеть Паризької Богоматері» (рос. Мечеть Парижской Богоматери) — антиутопічний роман російської письменниці Олени Чудінової, вперше надрукований російською мовою 2005 року.
Події роману розгортаються 2048 році у Франції, владу в якій захопили мусульманські іммігранти. За словами письменниці, яка вважає себе християнкою, вона не вірить в діалог цивілізацій через те, що мусульмани ведуть його з позиції сили. Роман написаний під враженням від подій в Чечні, а також захоплення школярів у Беслані.
Роман перекладений на декілька мов, окрім цього, вийшло піратське видання в Туреччині. До того, як Жан Робен опублікував «Мечеть Паризької Богоматері» у Франції, 62 видавництва відмовилися випустити книгу, оскільки боялися як за своє життя, так і просто звинувачень в антимусульманських поглядах. На основі роману було знято чотирисерійний фільм, режисер — Володимир Синельников. Книга Чудінової стала лауреатом нагород «Басткон» та «Іван Калита».

## Історія написання
Олена Чудінова до створення роману ніколи не писала ні про майбутнє, ні про сьогодення, а також не цікавилася раніше ісламом. Відомо, що на неї мали значний вплив події в Чечні. Проте, під час написання роману на думку автора книги тема ісламізму вже «витала в повітрі», окрім цього відбулося захоплення заручників в школі Беслана, і це переконало Чудінову в тому, що іслам — політична сила всесвітнього масштабу.
«Мечеть Паризької Богоматері» було написано за п'ять місяців, тоді як зазвичай Чудіновій на створення книги потрібно не менше ніж рік. Розповідаючи про те, чому саме Париж і Нотр-Дам були обрані для «Мечеті», Чудінова зазначає, що константинопольську Ая Софія вже переробили в мечеть таким же чином за 500 років до цього, і «Нотр-Дам — єдине, що у нас залишилося». Олена Чудінова також зазначає, що під час бесіди з представником ісламської умми Росії той зазначив, що «при зростанні числа мігрантів буде все більше й більше, а коли їх стане більше і ще більше — тут буде шаріат», що переконало її в намірі мусульман не інтегруватися в суспільство, а нав'язувати свої цінності. Письменниця також вважає неможливим вести діалог цивілізацій з представниками ісламу, оскільки вони ведуть його з позиції сили.

### Закордонні публікації
Пізніше книга була перекладена декількома європейськими мовами: французькою, сербською, турецькою, англійською, польською та норвезькою. При цьому, першим закордонним виданням виявилося сербське в 2006 році, а перекладачем — Любинка Мілінчич.
Після закінчення французького перекладу тривалий період часу не вдавалося знайти видавництво, яке б насмілилося опублікувати роман у Франції. Як стверджує французький книговидавець Жан Робен, він видав цю книгу у 2009 році, після того, як 62 видавництва відмовилися друкувати роман, побоюючись звинувачень в антимусульманських поглядах. Переклад книги французькою мовою був замовлений Оленою Чудіновою і на перших порах був у вільному доступі в інтернеті, але перекладач побажав залишитися анонімним, побоюючись за своє життя.
У Болгарії роман вийшов у 2013 році під назвою «Джамията „Парижката Света Богородица“ 2048 година». У Туреччині роман виданий піратським способом.

## Сюжет
Події роману відбуваються в середині XXI століття (в пізнішому виданні уточнено, що події відбуваються 2048 році), коли світ під впливом ісламської агресії розділяється частини: на Європу, яка втратила культуру і традиції, Росію, яка зі своїми супутниками успішно обороняється від ісламських загарбників, а також віддалені непохитні ісламом країни, такі як Австралія. Основні події розгортаються у Франції, де основна частина населення під гнітом ісламістів покірно приймає їх релігію й при цьому навіть не пручається.
Християнська меншість проживає в гетто, деякі з яких, йдучи в катакомби, беруть участь в русі Опору. Опір очолює Софія Севазміу, прототипом якої, на думку критика Галини Юзефович, є італійська журналістка Оріана Фаллачі (це також підтверджує й сама Чудінова в інтерв'ю). Тим часом, собор Нотр-Дам перетворений мусульманами в мечеть Аль-Франконі. Один з головних героїв — Ежен-Олів'є, нащадок родини Левек, чий дід працював міністрантом собору і загинув при його захисті від ваххабітів, веде боротьбу з ненависними ватажками ісламістів. У складі Опору, яке в Парижі 2048 року називають «макісарамі» за аналогією з рухом періоду Другої світової війни, протягом роману також зустрічаються священник (отець) Лотар; юна Жанна Сентвіль та юродива Валері, а також серб Слободан Кнежевич, який втік з Косово після нападу албанців й переселився до Росії.
Після заколотів ісламісти мають намір знищити гетто «невірних», в результаті чого учасникам Опору необхідно вирішити, який крок зробити у відповідь. Вони вважають, що необхідна моральна перемога «хреста» над «півмісяцем» і вирішуються захопити мечеть Аль-Франконі, перетворивши її назад в собор Паризької Богоматері, а потім підірвати, щоб він більше не ставав святилищем іншої, релігії, залишившись назавжди християнською святинею.
Як історичні позитивні герої в романі виділяються православні християни й традиціоналісти, послідовники архієпископа Марселя Лефебвра. Водночас католики XX століття, зокрема, Іван Павло II й Олександр Мень, вважаються поганими фігурами.
Під час операцій Опору деякі персонажі згадували своє колишнє життя, в тому числі й колишні імена. Зокрема, одну з героїнь за часів вільної Франції звали Аннетт, а після революції почали називати Асет. Її чоловік, протягом усього роману відомий як Касім, перед смертю повернувся на бік макісарів, а його останніми словами були: «Я не Касім, я — Ксав'є!».
Після вдалої операції по захопленню мечеті отець Лотар переосвячує її в собор та проводить месу, а Софія Севазміу мінує собор, обидва залишаються в ньому до кінця. В той самий час молодше покоління залишає острів Сіте, слідуючи заздалегідь підготовленим планом, а також евакуює жителів гетто, які перебувають в небезпеці.

## Відгуки
Роман викликав дуже широке громадське обговорення, ставши книгою-скандалом. Багато в чому це пов'язано з тим, що в романі підтримуються антиісламські погляди, вперше висловлені Оріаною Фаллачі в книзі «Лють і гордість», яка описує трагедію 11 вересня 2001 року в Нью-Йорку й викликала скандал з обох сторін. На думку ж автора книги, конфлікт цивілізацій при розвитку подій неминучий, що пов'язане з надмірною політкоректністю.
Православний публіцист Володимир Карпець вважає, що ця книга, що має антиісламську спрямованість, шкідлива й руйнівна, оскільки, на його думку, для Росії підходить тільки союз з ісламським світом (зокрема через великий відсоток мусульман у Росії).
Французьке ультраправе видавництво Riposte laïque зазначає, що насправді Чудінова слабо розбирається у французькій соціологічний реальності, але водночас вважають її книгу застереженням, до якого варто прислухатися. Вони вважають, що якби подібне сталося в 1979 році і до нього б прислухалися, можливо, вдалося б уникнути терактів в редакції Charlie Hebdo, трагедії 11 вересня, а також інших потрясінь, пов'язаних з радикальним ісламізмом. За словами Жана Робена, який опублікував книгу, читачі спочатку ознайомилися з вільною версією в інтернеті, назвавши її чудовою.
За словами Чудінової, опоненти ставили їй в провину упередженість, ксенофобію, антиісламізм, зосередженість лише на радикальному ісламізмі та поверхове знання Корану. Що стосується толерантності та політкоректності, вони затавровані вже в авторських коментарях до роману.
Андрій Буровський вважає, що книга Чудінової є «блискучою й страшною», розділяючи погляди автора: що для того, щоб воювати, потрібно мати те, за що воювати. Він також допускає, що описані події можуть відбутися в реальності, але для цього потрібно «зберегти себе».
Критикують книгу також і з літературної точки зору. Французи відзначають не найкращу якість перекладу, а також специфічний, важкий для прочитання стиль оповіді, а Галина Юзефович — «реалізований на швидку руку» сюжет, визнаючи при цьому, що Чудіновій були важливі не літературні досягнення, а ідеологічні.

## Фільмографія
У 2011 році знятий документальний фільм «Мечеть Паризької Богоматері» в чотирьох серіях, режисером якого — Володимир Синельников. Цей фільм входить в серію «Третя світова розпочалася», а за словами його творця, він після прочитання книги задумався про майбутню потенційну катастрофу й припускає, що точка повернення вже може бути пройдена. «Тому я з сумним настроєм завершував цю роботу», — зазначив Синельников, сказавши також наприкінці завершальної серії фільму, що «якщо не усвідомити цю проблему зараз, то всі ми приречені».

## Нагороди
- У 2005 році «Мечеть Паризької Богоматері» стала лауреатом премії «Басткон».
- У 2006 році роман переміг в конкурсі «Іван Калита-2006»[16].

### Російськомовні видання
- Чудинова, Е. П. Мечеть Парижской Богоматери: 2048 год. — М. : Вече, 2015. — 320 с. — ISBN 9785444445037.
- Чудинова, Е. П. Мечеть Парижской Богоматери: 2048 год. — М. : Лепта-Пресс, Эксмо, Яуза, 2006. — 448 с. — 10 000 прим. — ISBN 9785699147540.
- Чудинова, Е. П. Мечеть Парижской Богоматери: 2048 год. — М. : Вече, Грифъ, 2012. — 320 с. — 6000 прим. — ISBN 9785444402306.
- Чудинова, Е. П. Мечеть Парижской Богоматери: 2048 год. — М. : Вече, 2005. — 528 с. — 7000 прим. — ISBN 5981940611.
- Чудинова, Е. П. Мечеть Парижской Богоматери: 2048 год. — М. : Олимп, 2011. — 288 с. — 1000 прим. — ISBN 9785964803546.
- Чудинова, Е. П. Мечеть Парижской Богоматери: 2048 год. — Яуза, Лепта-Пресс, Эксмо. — М. : Вече, 2005. — 528 с. — 7100 прим. — ISBN 5699111670.

### Іншомовні видання
- Tchoudinova E. La mosquée Notre-Dame de Paris : année 2048 : roman-mission. — Paris : Tatamis, 2009. — 481 p. — ISBN 9782917617021.
- Chudinova E., Maxwell Anderson D., Ivanišević de Berthet, S. The mosque of Notre Dame. — Forest Lake, Minnesota : The Remnant Press, 2015. — 267 p. — ISBN 9781944241049.
- Чудинова, Е. П. Джамията „Парижката Света Богородица“: 2048 година. — София : Велик архонтски събор, 2013. — 304 с. — ISBN 9786199004111.
- Czudinowa E. Meczet Notre Dame. Rok 2048. — Warszawa : Wydawnictwo Varsovia, 2012. — ISBN 9788361463030.
- Чудинова, J., Милинчић, Љ. Богородична џамија у Паризу. — Београд : Руссика, 2009. — 237 с. — ISBN 9788686201225.
- Tschudinowa, J., Lehmann, B. Die Moschee Notre-Dame: Anno 2048. — Leipzig : Renovamen Verlag, 2017. — ISBN 9783956211287.